# Romee Strijd
Romee Strijd (Zoetermeer, 19 juli 1995) is een Nederlands model.

## Modellencarrière
In 2011 tekende Strijd bij modellenbureau DNA Model Management. In 2014 is ze een van de nieuwkomers tijdens de Victoria's Secret Fashion Show.
Strijd heeft onder andere modellenwerk gedaan voor Badgley Mischka, Burberry, Calvin Klein, Christopher Kane, DKNY, Donna Karan, Louis Vuitton, Michael Kors, Victoria's Secret, Yves Saint Laurent, Alexander McQueen, Balmain, Céline, EDUN, Giambattista Valli, Hussein Chalayan, Jil Sander, Jill Stuart, Kenzo, Marchesa, Nina Ricci, Peter Som, Phillip Lim, Prabal Gurung, Prada, Rag & Bone, Rochas, Roland Mouret en Vera Wang.
Sinds april 2015 mag Strijd zich een Victoria's Secret Angel noemen.
In december 2021 deed Strijd mee aan het online-televisieprogramma Het Jachtseizoen van StukTV, waarin ze na 3 uur en 20 minuten werd gepakt.

## Privéleven
Sinds 2010 heeft Romee een relatie met Laurens van Leeuwen, de zoon van EO-presentator Bert van Leeuwen. Romee en Laurens trouwden in 2018 vanwege praktische redenen. In mei 2020 maakte het stel bekend in verwachting te zijn van hun eerste kindje, een meisje. Romee vertelde dat zij jarenlang met PCOS worstelde, door haar mentale stress en hoge druk op zichzelf. Toen ze begon met naar haar lichaam te luisteren, kreeg ze haar menstruatie na zeven jaar weer terug en raakte ze in verwachting. Strijd en Van Leeuwen zijn ouders van twee dochters.